# Санвест (Аризона)
Санвест (англ. Sunwest) — переписна місцевість (CDP) в США, в окрузі Ла-Пас штату Аризона. Населення — 5 осіб (2020).

## Географія
Санвест розташований за координатами 33°39′4″ пн. ш. 113°24′33″ зх. д. / 33.65111° пн. ш. 113.40917° зх. д. (33.650984, -113.409131).  За даними Бюро перепису населення США в 2010 році переписна місцевість мала площу 62,80 км², уся площа — суходіл.

## Демографія
Згідно з переписом 2010 року, у переписній місцевості мешкало 15 осіб у 7 домогосподарствах у складі 5 родин. Густота населення становила 0 осіб/км².  Було 31 помешкання (0/км²).
Расовий склад населення:
| - 93,3 % — білих |

До двох чи більше рас належало 6,7 %. Частка іспаномовних становила 33,3 % від усіх жителів.
За віковим діапазоном населення розподілялося таким чином: 6,7 % — особи молодші 18 років, 46,6 % — особи у віці 18—64 років, 46,7 % — особи у віці 65 років та старші. Медіана віку мешканця становила 63,5 року. На 100 осіб жіночої статі у переписній місцевості припадало 114,3 чоловіків;  на 100 жінок у віці від 18 років та старших — 133,3 чоловіків також старших 18 років.
Цивільне працевлаштоване населення становило 0 осіб. 